# Małkinia Górna
Małkinia Górna is een dorp in het Poolse woiwodschap Mazovië, in het district Ostrowski (Mazovië). De plaats maakt deel uit van de gemeente Małkinia Górna en telt 5200 inwoners.